# Swarovski
Swarovski (/swɒˈrɒfski/; tiếng Đức: [svaˈrɔfski] ⓘ) là một công ty chuyên về các sản phẩm làm từ pha lê có trụ sở tại Wattens, Áo. Ba phân nhánh chính của công ty đó là: Swarovski Crystal Business (với trang sức, phụ kiện pha lê); Swarovski Optik (với các sản phẩm quang học như kính thiên văn, ống nhòm) và Tyrolit (với các công cụ, thiết bị may vá)

## Hình ảnh

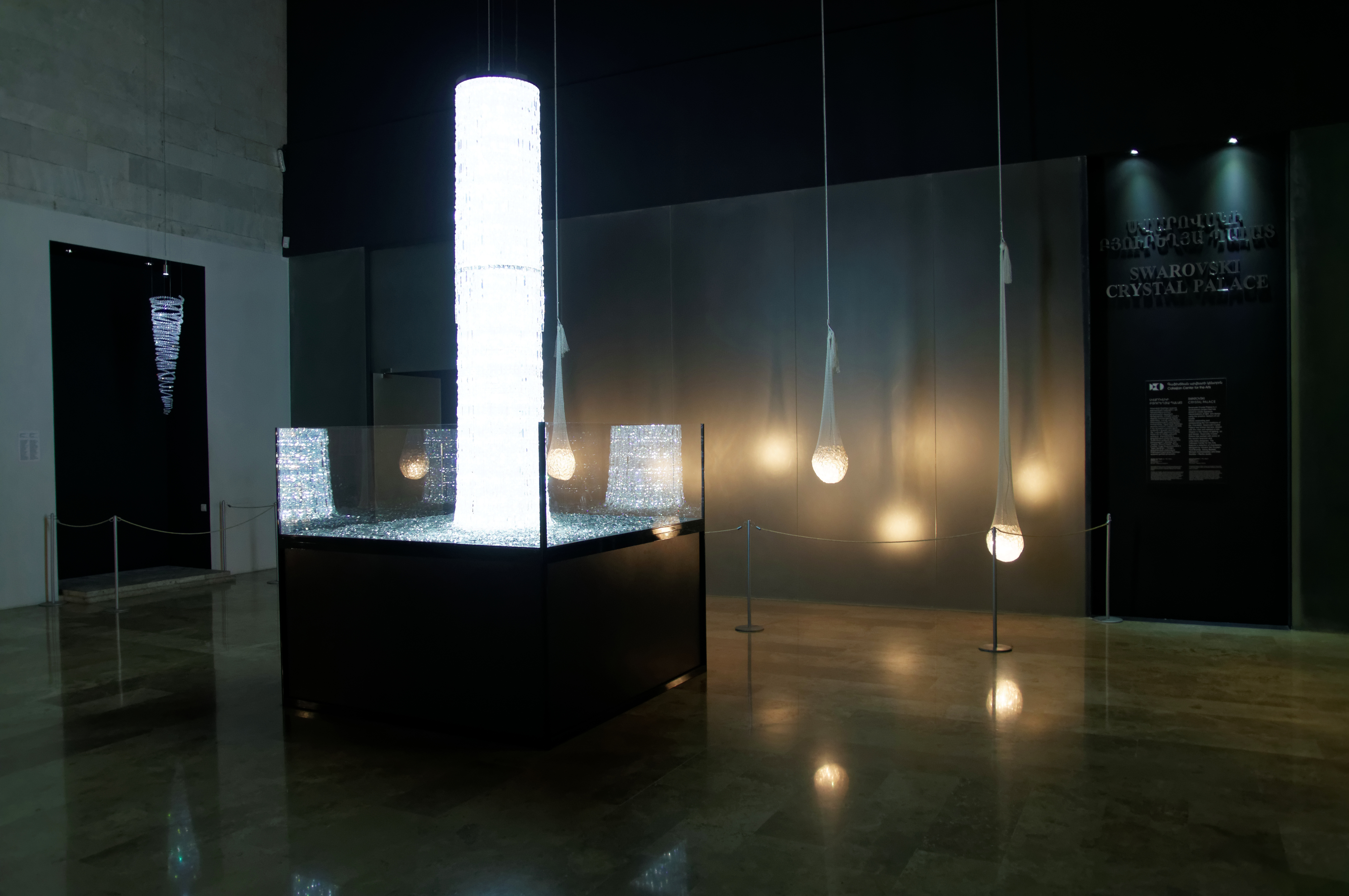
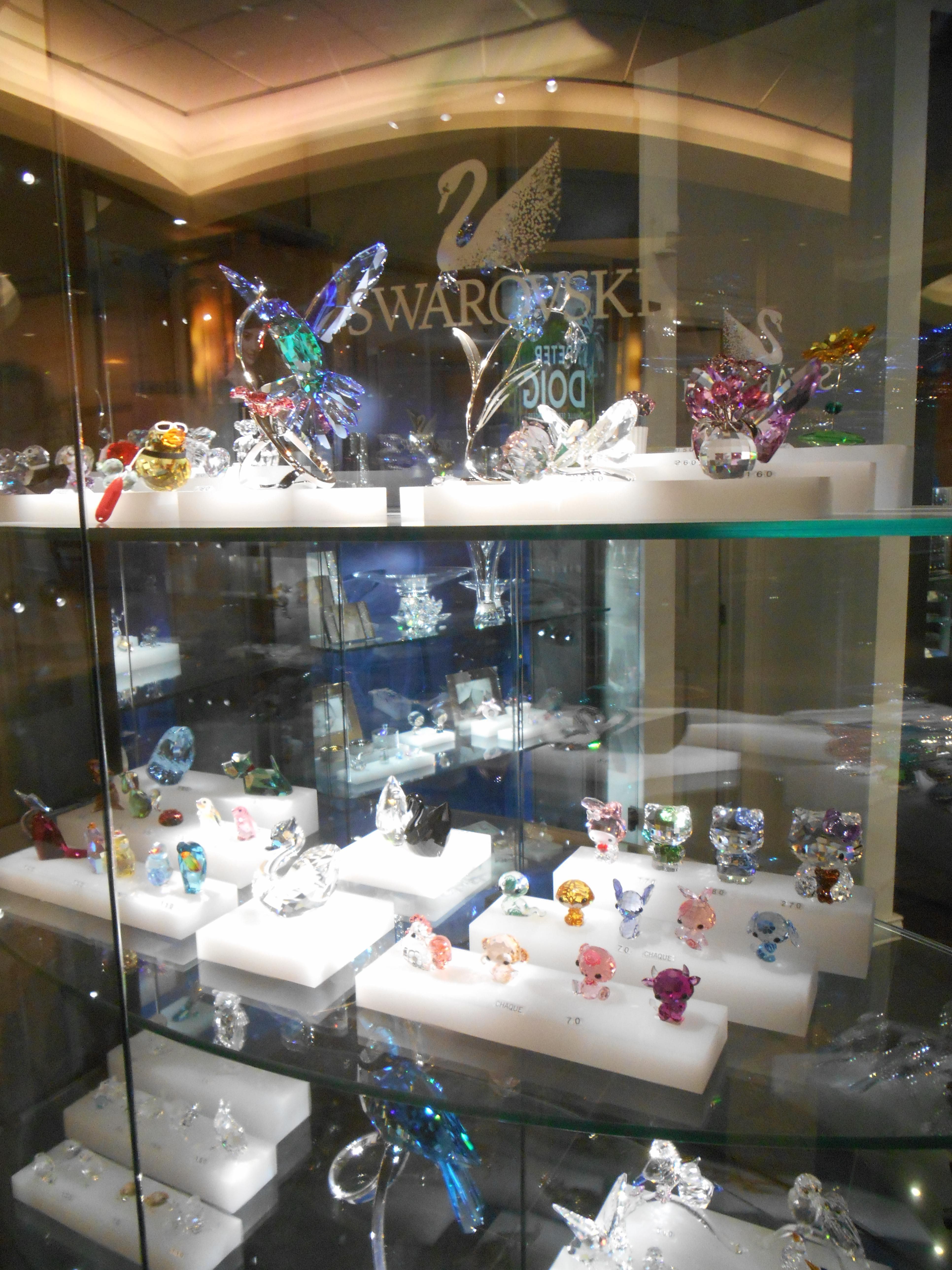
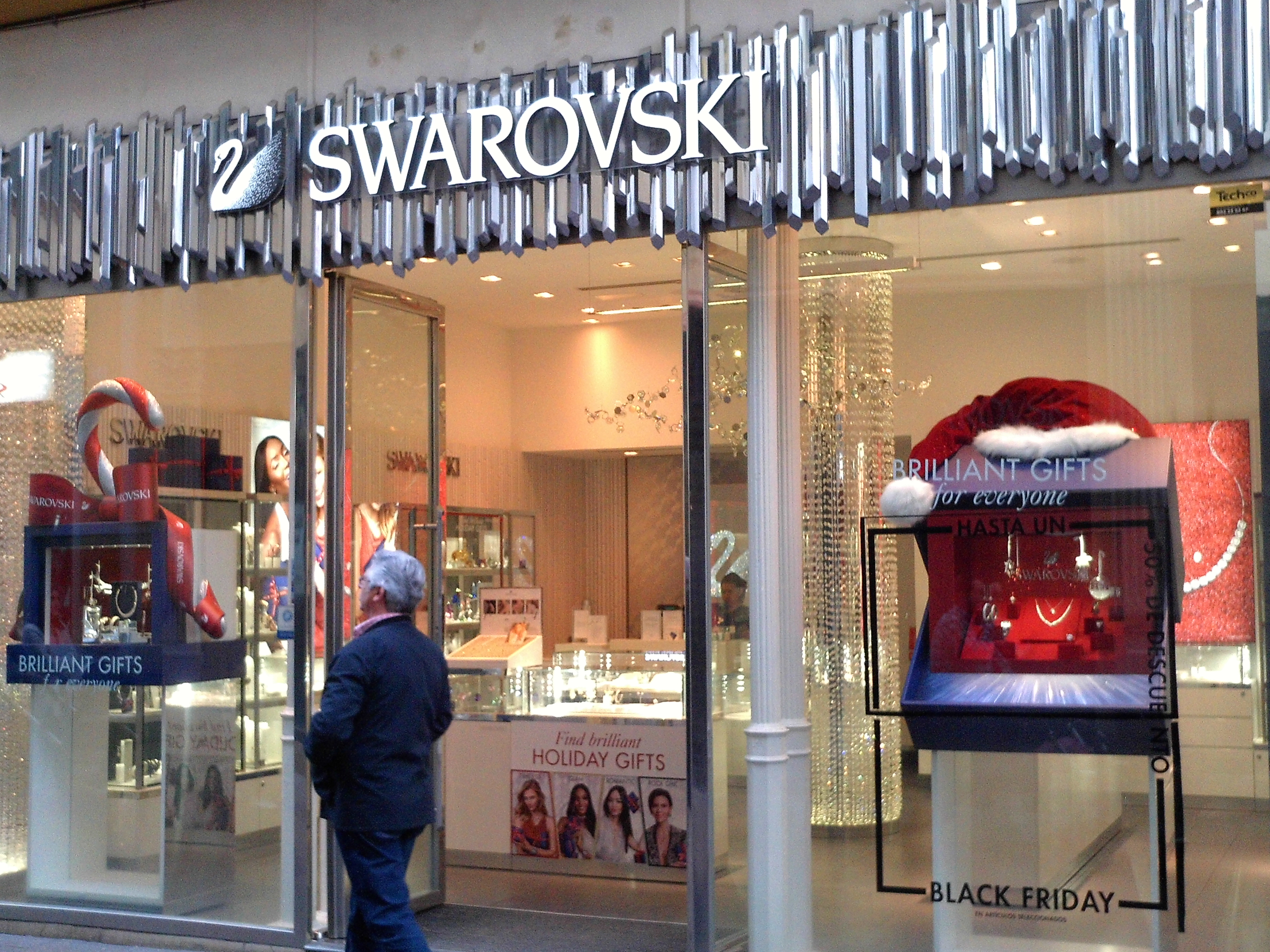